# Kim Hee-ae

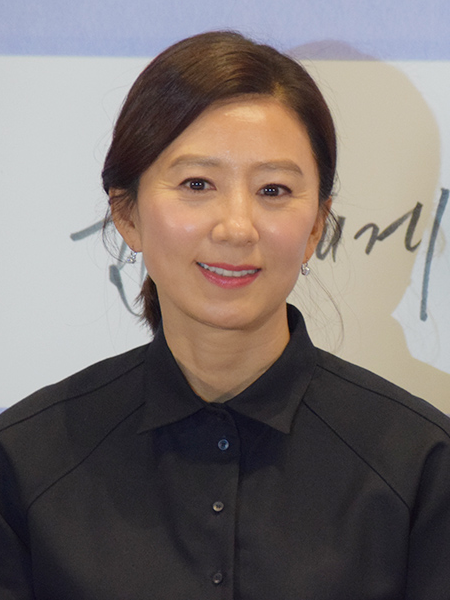
Kim Hee-ae, 2019

Kim Hee-ae (* 23. April 1967 in Jeju-si, Jeju-do, Südkorea) ist eine südkoreanische Schauspielerin. Der Film Thread of Lies (2014), in dem sie die Mutter eine Mädchens spielt, dass durch Suizid starb, markiert ihre Rückkehr zum Film nach 21 Jahren. Sie nahm die Rolle für den Film an aufgrund des starken und fehlerfreien Drehbuchs. Claire Lee von der Korea Herald lobte ausdrücklich Kims „exzellente“ Leistung „als trauernde Mutter“. Ihre Darstellung sei glaubwürdig, ergreifend und ehrlich.

## Filmografie

### Filme
- 1983: The First Day of the Twentieth Year (스무해 첫째날 Samuhae Cheotjjae Nal)
- 1984: Reminiscent Flame (불의 회상 Bul-ui Hoesang)
- 1984: My Love Jjang-gu (내사랑 짱구 Nae Sarang Jjanggu)
- 1987: Hero is Back (영웅 돌아오다 Yeongung Doraoda)
- 1993: The 101st Proposition (101번째 프로포즈 101-beonjjae Peuropojeu)
- 2014: Thread of Lies (우아한 거짓말 Uahan Geojitmal)
- 2014: C’est Si Bon (쎄시봉)

### Fernsehserien
- 2004: Precious Family (부모님 전상서 Bumonim Jeonsangseo, KBS2)
- 2006: Snow Flower (눈꽃 Nunkkot, SBS)
- 2007: My Man’s Woman (내 남자의 여자 Nae Namja-ui Yeoja, SBS)
- 2011: Midas (마이더스 Maideoseu, SBS)
- 2012: A Wife’s Credentials (아내의 자격 Anae-ui Jagyeok, jTBC)
- 2014: Secret Love Affair (밀회 Milhoe, jTBC)
- 2023: Queenmaker (퀸메이커 Kwinmeikeo, Netflix)